# Rage (juego de cartas)
Rage es un juego de cartas coleccionables creado por la editorial estadounidense White Wolf. El juego, ambientado en el así llamado Mundo de Tinieblas, está basado en otro juego, pero que no es de cartas sino de rol: Hombre lobo: el apocalipsis.

## Tipos de cartas
Existen tres tipos de cartas claramente diferenciadas que se juegan en distintos mazos: las de personalidades, las de Sept y las de Combat («combate»).

## Expansiones
Apocalypse
- Rage Limited (1995)
- Rage Unlimited (1995)
- The Umbra (1995)
- The Wyrm (1995)
- The War of the Amazon (1996)
- Legacy of the Tribes (1996)
- Intermezzo (fan set- New England block 2003)
- Periphery (fan set- New England block 2004)
- Gauntlet (fan set- New England block 2004)
- Coda (fan set- New England block 2005)
- Rage's Least Wanted (virtual reprint/2nd edition 2006)
- War Council (fan set- Ahadi block 2006)
- Rainmakers (fan set- Ahadi block 2007)

Tribal War
- Rage across Las Vegas: Phase 1 (1998)
- Rage across Las Vegas: Phase 2 (1998)
- Rage across Las Vegas: Phase 3 (1998)
- Rage across Las Vegas: Phase 4 (1998)
- Rage across Las Vegas: Phase 5 (1998)
- Rage across Las Vegas: Phase 6 (1998)
- Rage across Las Vegas: Equinox (1999)
- Web of Deceit (fan set 2004)
- Christmas Present (fan set 2004)